# Color Change!
Color Change! è l'ottavo album in studio della cantante giapponese Crystal Kay, pubblicato nel 2008.

## Tracce
1. Namida no Saki ni (涙のさきに) – 3:48
2. One – 4:03
3. Good Times – 4:20
4. Help Me Out – 3:46
5. Itoshiihito – 3:27
6. Kaerimichi (帰り道) – 4:18
7. Toki no Kakera (トキノカケラ) – 4:29
8. Time Goes By – 3:33
9. I Can't Wait – 4:39
10. Shining – 4:46
11. It's a Crime – 3:17
12. History – 4:03